# Oscar Højlund
Oscar Højlund (født 4. januar 2005) er en dansk fodboldspiller, der spiller for den tyske bundesligaklub Eintracht Frankfurt som midtbanespiller. Han har tidligere spillet for F.C. København. Oscar Højlund har tillige spillet en række kampe på de danske ungdomslandshold. 
Han er søn af Anders Højlund og lillebror til fodboldspilleren Rasmus Højlund og tvillingebror til Emil Højlund.

## Klubkarriere
Højlund spillede som ungdomsspiller i Hørsholm-Usserød Idrætsklub og skiftede til FCK's akademi i 2014. Den 1. juli 2021 blev Oscar Højlund en del af FCK’s U/19-hold og deltog i 2022 bl.a. i UEFA Youth League. Ved udgangen af 2022 forlængede Oscar Højlund sammen med tvillingebroren Emil kontrakten med FCK til udløb i slutningen af 2024.
Han debuterede for FCK’s førstehold den 22. juli 2023 i en superligakamp mod Lyngby BK. I samme kamp fik Oscars tvillingebror Emil superligadebut for FCK, og de to tvillingebrødre var således de første brødre samtidig på banen i FCK, siden tvillingebrødrene Michael og Martin Johansen den 21 april 1996 begge spillede superligakamp mod Herfølge BK. Brødrene Emil, Oscar og Rasmus Højlund er tillige det eneste tre brødre, der har spillet for FCK's førstehold. 
Oscar Højlund debuterede i FCK’s startopstilling den 18. august 2023 i en kamp mod Hvidovre IF, hvor han fik fuld spilletid. Den 2. september 2023 blev Oscar Højlund officielt rykket op i førsteholdstruppen. Højlund opnåede i alt 23 kampe for FCK's førstehold, heraf 11 superligakampe, 4 pokalkampe og 8 kampe i Champions League-turneringen. 
Den 10. juli 2024 blev det offentliggjort, at Højlund havde skrevet kontrakt med Eintracht Frankfurt gældende til 30. juni 2029.

## Landsholdskarriere
Oscar Højlund har spillet på de danske ungdomslandshold og deltog med U/17-holdet ved EM-slutrunden i maj 2022. 